# Colin Cunningham (nadador)
Colin Cunningham (26 de mayo de 1954) es un deportista británico que compitió en natación. Ganó una medalla de plata en el Campeonato Europeo de Natación de 1974, en la prueba de 4 × 100 m estilos.

## Palmarés internacional
| Campeonato Europeo | Campeonato Europeo | Campeonato Europeo | Campeonato Europeo |
| Año                | Lugar              | Medalla            | Prueba             |
| ------------------ | ------------------ | ------------------ | ------------------ |
| 1974               | Viena (Austria)    | Medalla de plata   | 4 × 100 m estilos  |